# ノーンブワラムプー銃乱射事件
ノーンブワラムプー銃乱射事件（ノーンブワラムプーじゅうらんしゃじけん）は、2022年10月6日にタイ王国のノーンブワラムプー県で発生した銃乱射事件。
パンヤー・カムラープ（タイ語: ปัญญา คำราบ、34歳）が銃撃、刺傷、車両による突入によって子ども24人を含む36人を殺害し、10人を負傷させた。カムラープは犯行後に自殺した。攻撃は主にナークラーン郡のウタイサワン地区の託児施設で行われた。
この事件は2020年のナコンラチャシマ銃乱射立てこもり事件の死者数を上回り、タイ王国の歴史上単独の加害者による最悪の大量殺人である。

## 事件発生
インドシナ時間2022年10月6日11時24分頃（UTC+7）、加害者のパンヤー・カムラープは白いピックアップトラックで自宅を出た。彼は12時50分に昼食を終えたばかりの託児施設に到着し、すぐに攻撃を開始した。9mm拳銃、散弾銃、ナイフで武装したカムラープは、託児施設近くのウタイサワン地区の役所で男性とその息子を射殺した。その後、彼は託児施設に侵入し4から5人の職員を攻撃し、妊娠8ヶ月の教師を含む3人が死亡した。数名の職員が現場から脱出した。近くの目撃者は銃声を花火と間違えた。
その後、カムラープは子供たちが眠っている部屋に侵入し、子供たちをナイフで攻撃した。攻撃時、託児施設には30人の子供たちがいた。託児施設では19人の少年と3人の少女の遺体が発見され、託児施設の近くの役所では子供1人と大人1人の遺体が発見された。
カムラープはピックアップトラックで現場から逃走した。ノーンクンシー郡を通過中に彼は7人を射殺した。また、ピックアップトラックを運転中に見物人に突入し、2人が負傷した。ウタイヌア村で村人に轢かれて致命傷を負った。カムラープは自宅に到着し、ガソリンを使ってピックアップトラックに火をつけた。
警察によると、カムラープが車内から発砲したことで託児施設以外で大人9人と子供2人の合計11人が死亡した。11人の死亡者の中にはカムラープの妻と義理の息子が含まれていた。3人の大人が病院に向かう途中で死亡した。
遺体は警察署に運ばれ、棺に入れられ、ウドーンターニー病院に運ばれた。夕方、何人かの家族が託児施設におり、メンタルヘルスカウンセラーが彼らを慰めた。

## 被害者
少なくとも24人の子供を含む合計36人が死亡した。被害者の年齢の範囲は3歳から69歳であった。更に10人が負傷した。当初の報告では15人が負傷したと発表されたが、その後、その内の5人が死亡した。県警察捜査班は、死亡者の殆どは銃撃と刺傷の組み合わせにより死亡したとコメントした。
負傷者の一部はナークラーン病院に運ばれ、他の8人はノーンブワラムプー病院で手術を受けた。ノーンブワラムプー病院の医師は、血液が緊急に必要であると述べ、献血が行われた。

## 加害者
加害者は警察によってパンヤー・カムラープ（タイ語: ปัญญา คำราบ、34歳）であると特定された。カムラープはノーンブワラムプー県の住人で、ナーワン郡の元巡査部長であった。彼の母親は、彼がラムカムヘン大学で法学士号を取得し、卒業したと語った。彼はまた警察学校にも通った。彼の警察での経歴は2012年に始まり、バンコクで働いた後に、生まれ故郷であるノーンブワラムプー県に配属された。彼の母親によると、彼はノーンブワラムプー県に戻った後に薬物を使用した可能性がある。ノーンブワラムプー県での勤務中に、彼は暴力的な行動を示した。彼は同僚の前で野生動物に発砲し、武器を押収された。
カムラープは高校時代から薬物乱用者であった。2022年1月、彼はメタンフェタミンの所持で逮捕された。同時に、彼は精神疾患の治療を受けた。彼は薬物中毒によって2021年または2022年6月に警察を解雇された。事件の日の早い時間帯に、カムラープは彼の薬物犯罪に対する法定尋問に出廷した。彼は翌日に別の公聴会に出頭する予定であった。彼はウタイサワン集落の役所の職に応募したが断られた。役所は彼の息子が通っていた託児施設と同じ敷地内にある。
犯行動機は特定されていないが、警察はカムラープが夫婦間及び経済的な問題を抱えていたことを把握している。彼は妻と別居していた。カムラープの同僚は、彼に気分変動があったことを思い出し、あまり好かれていなかったと語った。彼は、銀行で警備業務をせずに寝ていたところを発見された際に、銀行の支配人を拳銃で脅したと言われている。彼はまた、不倫疑惑で妻と口論になったり、ホームパーティーの騒音に文句を言った隣人と言い争いになった。事件の日の朝も彼と彼の妻で口論になった。
カムラープは攻撃に使用した9mm拳銃を合法的に購入している。
最初の捜査では事件の72時間前からの薬物の使用は検出されなかった。

## 影響
警察中将のキティ・プラパットはカムラープの捜査を開始するためにノーンブワラムプー県に到着した。警察はカムラープの所在が不明なことから事件のあった地域の住人に用心するように忠告した。タイ王国のプラユット・チャンオチャ首相は関係機関に負傷者の救助と、事件の調査の開始を命令した。事件後、ハヌマーン犯罪抑制局とアリンタラート26警察特殊部隊が現場に立ち会った。
プラユットは10月7日に生存者と犠牲者の家族に会うためにノーンブワラムプー県を訪れた。
事件のあった地域の託児所は閉鎖され、全ての政府機関は半旗を掲げることを指示された。
タイ王国の内務省は、麻薬と銃の所有に関する法律を見直し、強化すると述べた。
10月10日、プラユットは法執行機関に銃の所有権の管理の強化と、薬物使用を取り締まるように命じた。

## 反応
プラユットは哀悼の意を表し、事件を「衝撃的」と表現した。彼は「犠牲者とその家族に深い悲しみを覚える」と述べた。国際連合児童基金は事件を非難し、「保育園や幼稚園、学校、そして子どもたちが学ぶすべての場所は、幼いこどもたちが最も重要な時期に学び、遊び、成長できる、安全な場所でなければなりません」と付け加えた。同基金はまた、事件の画像や映像の投稿や拡散をしないようにメディアと一般の人々に要請した。バンコクの知事と外務省、イギリスのリズ・トラス首相とオーストラリアのアンソニー・アルバニージー首相は哀悼の意を表した。アメリカ合衆国国務省は事件を非難する記者声明を発表し、アメリカ合衆国は支援を提供する用意があると述べた。
ラーマ10世国王は王室が犠牲者の葬儀費用と負傷者の医療費を負担することを約束した。国王はまた、負傷者が治療中の病院を訪問し、犠牲者の家族と面会した。